# Babbitt (roman)
Pour les articles homonymes, voir Babbitt.

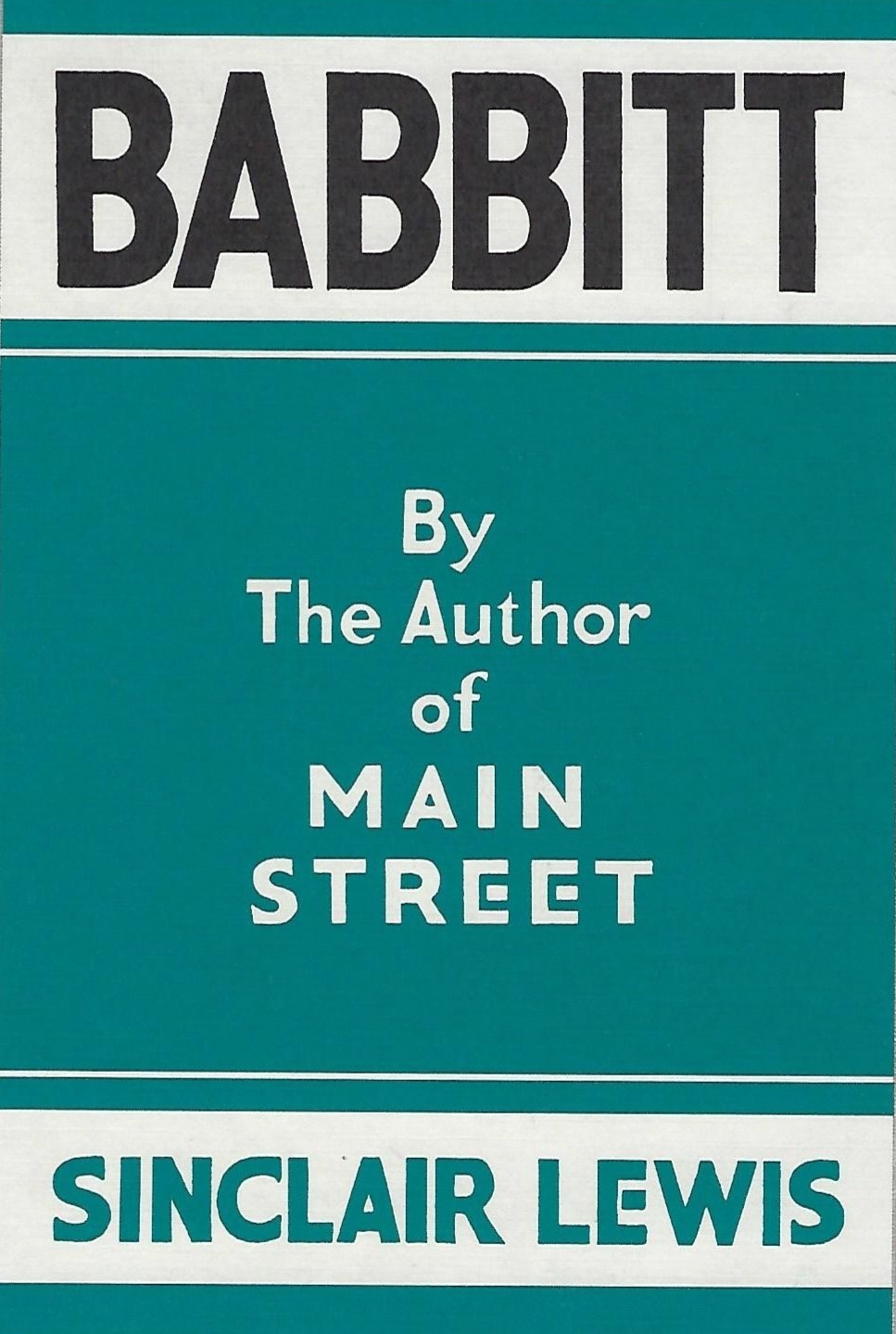

Babbitt est un roman publié par Sinclair Lewis en 1922. C'est une satire de la culture, de la société et des comportements américains, critiquant la vacuité et le conformisme de la vie de la classe moyenne aux États-Unis. Sinclair Lewis est le premier romancier américain à recevoir le prix Nobel de littérature, en 1930.
L'édition de cet ouvrage en Livre de poche (1957) comporte une préface de Paul Morand.

## Résumé
George F. Babbitt a comme épouse Myra née Thompson, le roman nous montrant que leurs fiançailles furent dues à un double malentendu. Le père de celle-ci, Henry, est par ailleurs son associé. Babbitt et Myra ont trois enfants : Verona, brune de 22 ans, Theodore Roosevelt (Ted) âgé de 17 ans et Catherine (Tinka), rousse de 10 ans.
Babbitt habite Zenith, ville de plus de 300 000 habitants dans l'État fictif du Winnemac (en). Sa demeure est une maison coloniale blanche et verte faisant partie d'un groupe de trois, sur Chatham Road, dans le lotissement des Hauteurs fleuries. Son voisin de gauche est Samuel Doppelbrau, secrétaire d'une maison d'installation de salles de bains. Son voisin de droite est Howard Littlefield, docteur en philosophie dont la fille Eunice est intime avec Ted Babbitt. 
Babbitt est un agent immobilier dont le travail consiste à pousser la vente de nouveaux lotissements à une clientèle qui n'est pas nécessairement assez riche pour se les payer. Il est actif au sein de la chambre de commerce et autres organisations de promotion des affaires et de la ville de Zenith. Complètement obnubilé par le succès matériel et l'acquisition de biens de consommation, il n'a qu'une culture très superficielle. Il compte parmi ses connaissances un poète clairement médiocre, "Chum" Frink, qu'il admire parce que ses textes sont publiés dans des journaux à fort tirage et sont donc lus par un public nombreux, malgré leur banalité absolue. Malgré son succès et sa prospérité croissante, Babbitt se rend compte de la vacuité de sa vie et tentera d'y échapper par différents moyens, avant de finalement revenir au bercail.

## Personnages
- George F. Babbitt,
- Myra née Thompson, son épouse,
- leurs enfants : Verona, Theodore Roosevelt (Ted) et Catherine.
- Henry T. Thompson, beau-père et associé dans l'agence immobilière Babbitt-Thompson.

- Les voisins immédiats de l'habitation de Babbitt : Samuel Doppelbrau d'un côté (p41), Howard Littlefield de l'autre (p42).

- Paul Riesling, ami de Babbitt (p62) et Zilla Colbeck, son épouse.

- Les agents immobiliers de l'agence (p52) : Stanley Graff, Mat Penniman, Chester Kirby Laylock. Mesdemoiselles Therese Mac Goun et Wilberta Brannigan assistantes au secrétariat, et quatre démarcheurs.

- Mr et Mme Charles L. Mac Kelvey (p37), ami de collège de Babbitt, et leur fille Lucile (p26),

- Le groupe des "Sans façon" du Club des "Boosters" (p85).
- "Ordre fraternel et protecteurs des Élans".
- Club "Athlétique".

- Amis de Babbitt : Vergil Gunch (p24, p79), Sidney Finkelstein, Joseph K. Pumphrey, Noël Ryland, Eddie Swanson (p149), Orville Jones, le poète T. Cholmondeley Frink ("Chum"), Willis Ijams (p182).

- Cecil Rountree et Trayer, autres agents immobiliers concurrents (p69).

- Conrad Lyte, Archibald Purdy, clients de Babbitt (p70).

- William Washington Eathorne, banquier,

- Kenneth Escort, reporter journaliste.

- Jean Jennison Drew, pasteur presbytérien.

## Réception critique
Le roman a connu un très grand succès dès sa parution - 140 000 exemplaires sont vendus en un an - et est toujours considéré comme un classique. Il a souvent été réédité depuis. Son personnage principal est devenu un archétype de l'homme d'affaires américain enthousiaste, mais dont la contribution réelle au développement de la société est quasi nulle.

## Adaptation
- La Seconde Jeunesse de M. Brunell, film de 1924, réalisé par Harry Beaumont.